# Корольок — пташка співоча (серіал)
Корольок — пташка співоча (тур. Çalıkuşu) — семисерійний мінісеріал, знятий за мотивами однойменного роману Решата Нурі Гюнтекіна у 1986 році. В Україні серіал транслювався на каналах «1+1», «СТБ» та «Україна».

## Сюжет
Дія серіалу розгортається в Туреччині в період Першої світової війни і розпаду Османської імперії.
Головна героїня серіалу Феріде, яку в дитинстві за її жвавість і любов до витівок прозвали корольком, після смерті батьків навчається в французькому пансіоні «Dames de Sion» в Стамбулі, а канікули проводить у будинку своєї тітки. Там вона зустрічається зі своїм кузеном Кямраном. Феріде обходиться з ним не дуже ввічливо, і може здатися, що вона не виносить свого кузена, але насправді Феріде дуже сильно його любить, хоча і не зізнається в цьому навіть самій собі. Однак Мюжгян, загальна кузина Феріде і Кямрана, про все здогадується і розповідає її секрет Кямрану. Молодий чоловік тут же робить Феріде пропозицію, тому що він теж був давно закоханий в неї, але не зізнавався їй у коханні, боячись, що вона його відкине. Феріде погоджується вийти за нього заміж, але спочатку вона повинна закінчити навчання в пансіоні. Незабаром Кямран виїжджає до Європи для роботи в посольстві Туреччини.
Після закінчення пансіону Феріде повертається додому, де йдуть приготування до весілля. Кямран також повертається з Європи. Але напередодні весілля до Феріде приходить незнайомка і розповідає їй про роман Кямрана в Європі. Феріде змушена покинути будинок тітки і виїхати зі столиці в Анатолію. Отримавши в дитинстві хорошу освіту, вона стає шкільною вчителькою. В одній зі шкіл вона знайомиться з сиріткою Муніс і удочеряє її.
Опинившись у глухій провінції, серед бідних, неграмотних, що живуть в полоні забобонів людей, Феріде стає серйозною і самовідданою просвітителькою, захисницею гнаних. Вона як і раніше любить Кямрана і мріє бути з ним. Але її прагнення бути сучасною жінкою, вільною від забобонів, наштовхується на нерозуміння суспільства, яке все ще живе минулим. Феріде постійно змушена змінювати місця роботи через дурні плітки  про себе. Так, рятуючись від пліток і нав'язливої уваги до себе з боку місцевих жителів, Феріде об'їжджає майже всю Анатолію, працюючи то в одному місті, то в іншому. В одному з цих міст Феріде застає Перша Світова війна. Школу, де вона працює, перетворюють у військовий госпіталь, а лікарем цього госпіталю виявляється її старий знайомий Хайрулла-бей, благородний і мудрий старий, який ставиться до неї, як до дочки. Він просить її попрацювати медсестрою в госпіталі. В одному зі своїх пацієнтів Феріде дізнається про Іхсан-бея, який колись просив її вийти за нього заміж, але вона відмовила йому. Феріде співчуває його моральним і фізичним стражданням. Також вона йому дуже вдячна за те, що він колись, ризикуючи власним життям, заступився за неї. Під впливом цих почуттів Феріде просить його одружитися з нею. Незважаючи на сильну і щиру любов до Феріде, Іхсан-бей відмовляється, розуміючи, що вона його не любить.
Незабаром у Феріде трапляється нещастя: Муніс помирає від дифтериту. Ледь оговтавшись від цього потрясіння, Феріде стикається з наступним: плітки, завжди її переслідували, дійшли до Міністерства освіти. Феріде доводиться відмовитися від професії вчительки. Щоб захистити Феріде від пліток і пересудів, які, мабуть, завжди будуть її оточувати, Хайрулла-бей укладає з нею фіктивний шлюб. Через деякий час він помирає. Перед смертю Хайрулла-бей просить Феріде повернутися в Стамбул до своїх родичів і помиритися з Кямраном. Феріде виконує його бажання. Вона повертається в будинок своєї тітки і возз'єднується з Кямраном, який, як з'ясовується після емоційних пояснень, завжди любив тільки її.

## Актори і ролі
| Актор            | Роль                          |
| ---------------- | ----------------------------- |
| Айдан Шенер      | Феріде                        |
| Кенан Калай      | Кямран                        |
| Хайата Хамзаоглу | Нізамеддін-бей, батько Феріде |
| Муаззез Курдогло | бабуся Феріде                 |
| Садрі Алишік     | Хайрулла-бей                  |
| Міне Чайироглу   | Муніса                        |
| Ешреф Колчак     | шейх Юсуф-ефенді              |
| Кая Акарсу       | Іхсан-бей                     |
| Серай Гезлер     | Мюжгян                        |

Тривалість: 325 хвилин
Кількість серій: 7